# Joseph Franz Xaver Stark
Joseph Franz Xaver Stark (auch: Starck; * 17. Dezember 1750 in See; † 31. Dezember 1816 in Gersthofen) war ein deutscher katholischer Theologe und Autor.

## Leben
Die erste wissenschaftliche Bildung verdankte Stark einem Weltpriester, der zugleich sein religiöses Gefühl weckte. Im Gymnasium in Innsbruck erweiterte er die erlangten Kenntnisse. In Landsberg am Lech trat er 1769 in den Jesuitenorden ein, vollendete nach Aufhebung desselben seine Studien in Innsbruck und empfing 1774 die Priesterweihe.  Drei Jahre später kam er als Pfarrgehilfe nach Kappl in Tirol, 1784 trat er in das Jesuitenkolleg St. Salvator in Augsburg über und lehrte mehrere Jahre am dortigen Gymnasium und Lyzeum Philosophie, nicht selten mit einem hartnäckigen Brustübel und andern Krankheitsanfällen kämpfend.
Eine gefährliche Verletzung des Rückgrats warf ihn 1796 auf ein zweijähriges Krankenlager. Nach seiner Genesung übernahm er eine Professur der Dogmatik. Dieses Amt verwaltete er bis zur Auflösung des Kollegiums St. Salvator und der damit verbundenen Lehranstalt. 1807 verließ er Augsburg, wo er zwanzig Jahre gewirkt hatte, und begab sich in das anderthalb Stunden entfernte Dorf Gersthofen. Dort lebte er in stiller Zurückgezogenheit und verstarb als ein Autor, der sich einen geachteten Namen gemacht hatte.

## Werke
- Thomas v. Kempis vier Bücher von der Nachfolge Christi, ins Deutsche übersetzt. Augsburg 1788, 1817, 1819
- Das Leiden und Sterben Jesu Christi, in 50 Betrachtungen beschrieben von dem ehrwürdigen Thomas von Jesu, aus dem Französischen übersetzt. Augsburg 1790, 1820
- Pater Vincenz Hubi, aus der Gesellschaft Jesu, Uebung der Liebe Gottes und unseres Herrn Jesu Christi! Aus dem Französischen übersetzt. Augsburg 1794
- Weg zum Himmel oder kurze Betrachtung über die Geheimnisse des Leidens Jesu Christi, auf jeden Tag des Monats, sammt einigen Lesestücken und Andachtsübungen, verfasst von dem seligen Leonhard von Porta Mauritzio, apostolischen Missionarus aus dem Orden des heiligen Franziskus von der strengen Observanz. Augsburg 1797, 1800, 1819
- Christliche Gedanken zum Nutzen der Sünder, sowohl um sich zu bekehren, als der Gerechten, um sich in der Gnade zu erhalten. Aus dem Welschen übersetzt. Augsburg 1798, 1810
- L. Scupoli geistlicher Streit oder Anleitung zur christlichen Vollkommenheit; Zusatz zum geistlichen Streit und Weg und Himmel. Aus dem Italiänischen übersetzt. Augsburg 1798, 1811
- Die Andacht zum göttlichen Herzen unseres Herrn Jesu Christi, von Pater Jean Croiset. Aus dem Französischen übersetzt. Augsburg 1799, 1812
- Wille’s vollständiges Gebet- und Tagebuch, oder kurze Lebensbeschreibung und Uebungen, andächtig zu beten, fromm zu leben, und selig zu sterben. Augsburg 1800, 1820
- Carolus Emanuel Pallavicini de modo administrandi sacramentum poenitentiae etc., ex italico idiomate latine vertit. Augsburg 1800
- Die Schule der reinen Liebe Gottes, oder das wunderbare Leben der Armelle Nicolas, aus dem Französischen übersetzt. Augsburg 1802
- Franz Schauenburg heiliger Liebesbund zur Ehe des Göttlichen Herzens Jesu. Salzburg 1804
- Andacht zum glorreichen Nährvater Jesu Christo und Bräutigam Maria, zum heiligen Joseph. Salzburg 18??, 3. Aufl. Salzburg 1811
- Berichte von den Ablässen, welche auf Crucifixe, Pfennige, Rosenkränze u.s.w. verliehen worden. Salzburg 1808
- Andacht des heiligen Kreuzweges, sammt einen anderen Andachtsübungen vom Bischof A. M. v. Liguori. Salzburg 1810
- Andacht auf 9 Mittewochen zum heiligen Joseph, nebst anderen Andachtsübungen. Salzburg 1811, 1814
- Andacht auf 6 Sonntage zur Ehre des heiligen Aloysius Gonzaga. Salzburg 1814, 2. Aufl. ebd. 1814
- Christliche Andachtsübungen zum allgemeinen Gebrauch in der Kirche und zu Hause. Salzburg 1818, 1824
- Der Tag des Christen, geheiligt durch Andacht und Gebete. 18??